# Gernot Krankenhagen

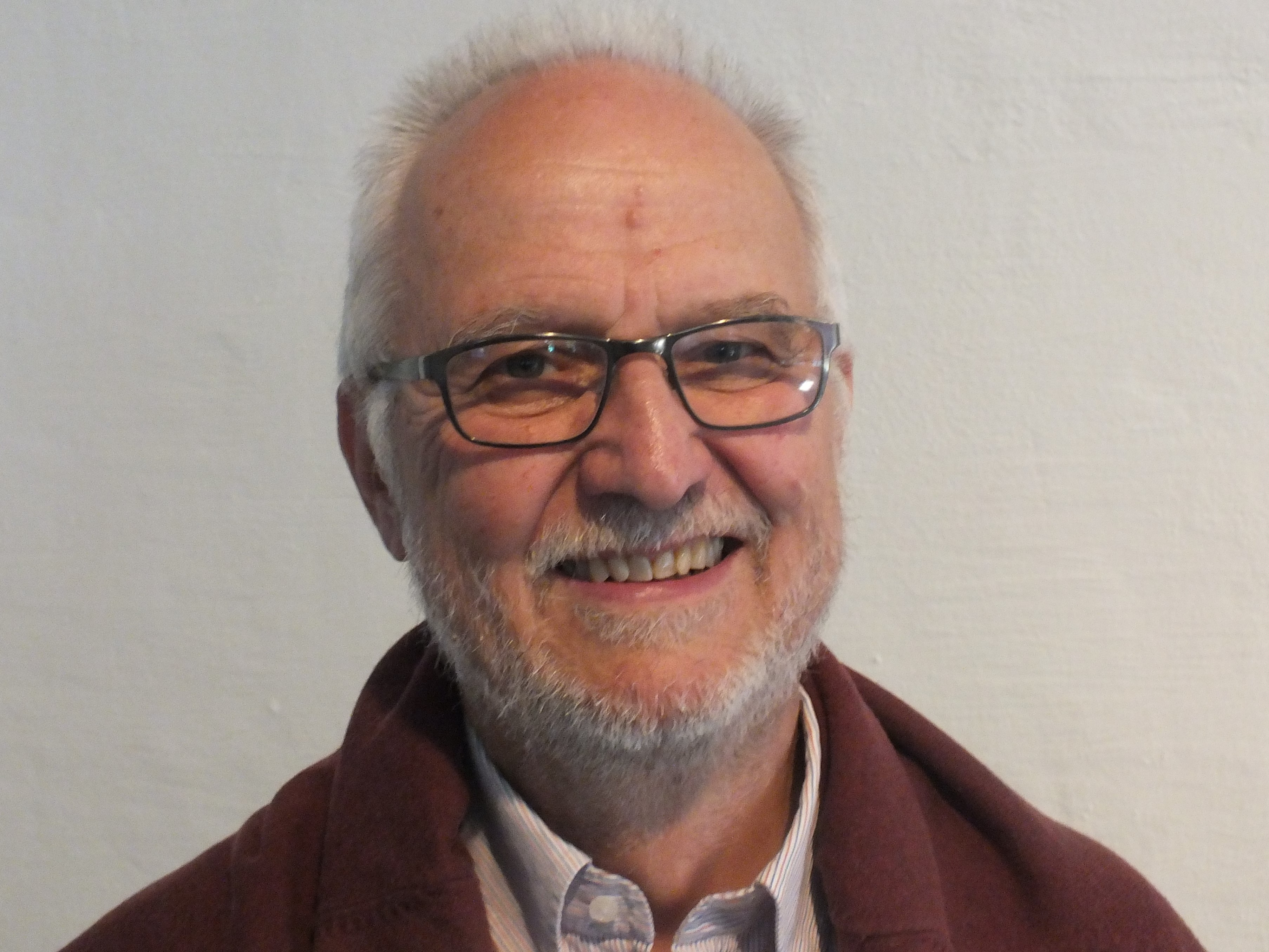
Gernot Krankenhagen 2018

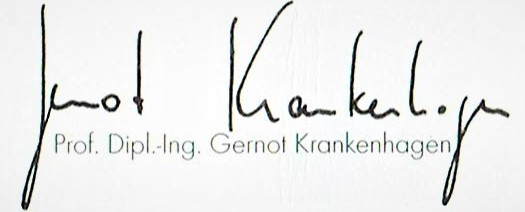
Die Unterschrift von Gernot Krankenhagen

Gernot Krankenhagen (* 8. Dezember 1941 in Wien) ist ein deutscher  Gründungsdirektor des Museums der Arbeit in Hamburg. Er leitete das Museum von 1997 bis 2004.

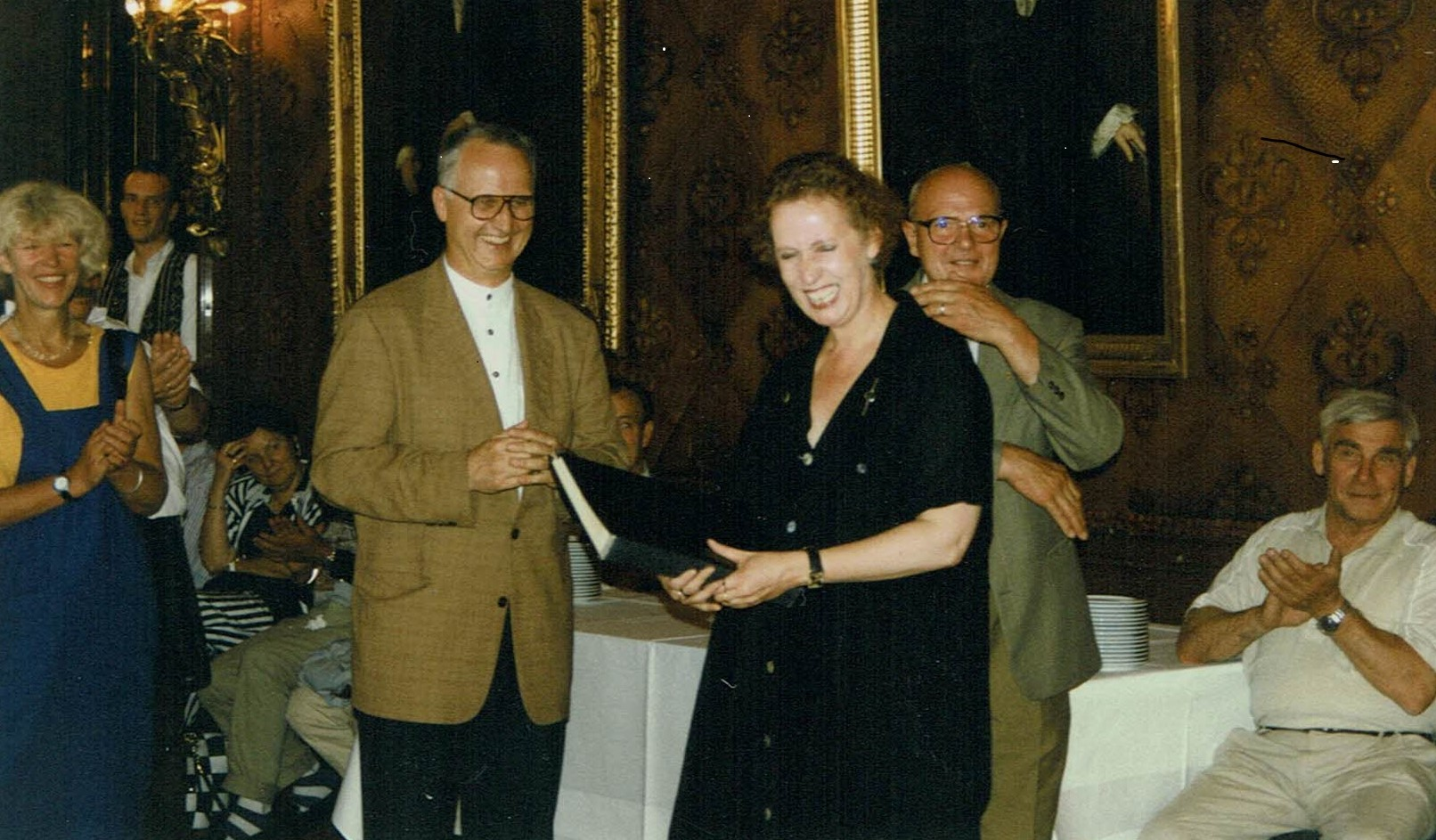
Gernot Krankenhagen mit Christina Weiss August 1997 im Hamburger Rathaus

## Leben
Gernot Krankenhagen ist der Sohn des Diplom-Ingenieurs Hagen Krankenhagen, der in Kanada geboren, in den USA aufgewachsen und 1930 nach Deutschland gekommen war und von seiner Ehefrau Gertraude geb. Prinzhorn, die aus einer österreichischen Papiermacher-Familie stammt. In der Kindheit lebte er mit zwei Geschwistern an verschiedenen Orten Österreichs, da die Familie gegen Kriegsende vor den heranrückenden Sowjetischen Truppen geflohen war. 1949 übernahm sein Vater eine kleine Maschinenfabrik in Regensburg, wo Krankenhagen seine Jugend verbrachte. 1961 legte er das Abitur auf einem humanistischen Gymnasium (Albrecht Altdorfer Gymnasium) ab. Anschließend leistete Krankenhagen seinen Wehrdienst bei den Gebirgsjägern.
Das Studium nahm er im Herbst 1962 an der Technischen Universität München auf und setzte es ab 1965 an der Technischen Universität Berlin fort, Fachrichtung Energietechnik / Heizung, Lüftung, Klimatechnik; Abschluss Diplom-Ingenieur. Ursprünglich sollte er die technische Firma des Vaters übernehmen, aufgrund der Erfahrungen mit der 68er-Bewegung entschied er sich anders.
Er begann im Februar 1969 seine berufliche Karriere beim Sekretariat der Kultusministerkonferenz. Mehr als zwei Jahre war er dort dem Generalsekretär Kurt Frey direkt zugeordnet. Ab 1971 war er tätig beim Institut für Film und Bild in Wissenschaft und Unterricht (FWU), dem deutschen Schulfilm-Institut in München. Er erstellte dort eine Buchreihe zur audiovisuellen Pädagogik, war auch eine Periode lang Betriebsratsvorsitzender und wurde Gewerkschaftsmitglied. 1977 wechselte er zum Deutschen Museum in München und war verantwortlich für die Entwicklung einer Buchreihe zur Technikgeschichte (dtv Verlagsgesellschaft) und für den Aufbau eines Projekts zur Fortbildung von betrieblichen Ausbildern im Bereich Technikgeschichte. 1980 folgte der Wechsel nach Dortmund zur Bundesanstalt für Arbeitsschutz und Unfallforschung. Er baute dort die „Ständige Ausstellung für Arbeitsschutz“ auf.
1981 hatte er Kontakt zu den Menschen bekommen, die in Hamburg den Aufbau eines Museums der Arbeit planten. 1981 nahm er dort an einer internationalen Tagung teil, bei der Konzepte dazu diskutiert wurden. 1983 bewarb er sich auf eine der beiden wissenschaftlichen Stellen und begann im Mai 1984 seine Tätigkeit für das Projekt Museum der Arbeit, dessen Zukunft damals noch völlig offen war. Mit viel Elan und Stehvermögen hat er mit der kleinen -Schar in den 80er Jahren in vielfältiger Form für das geplante Museum Ideen und Konzepte entwickelt und für sie in den politischen Gremien gekämpft. 1989 wurde im Senat die Gründung des Museums der Arbeit als siebentes staatliches Museum in Hamburg beschlossen. 1991 war Baubeginn, und die Ausstellungen wurden vorbereitet. Das Museum wurde am 6. Januar 1997 eröffnet. Vom 1. Januar 1990 bis zum 31. Dezember 2003 (Ruhestand) war Gernot Krankenhagen Direktor des Museums, ab 1999 zusätzlich Stiftungsvorstand der neu eingerichteten Stiftung Museum der Arbeit.
Von 1995 bis 2007 war er Vorstandsmitglied im Deutschen Museumsbund. In dieser Funktion leitete er die Arbeitsgruppe „Bürgerschaftliches Engagement im Museum“, aus der die 2008 vom Museumsbund zum Thema herausgegebene Schrift „Bürgerschaftliches Engagement im Museum“ entstand.
Von 2006 bis 2018 war er stellvertretender Vorsitzender der Freunde des Museums der Arbeit mit zum Ende etwa 1.300 Mitgliedern. Hier hat er zunächst noch die Museumsreisen mitorganisiert und war viele Jahre Mitglied der Redaktion der Zeitschrift „mitarbeit“. Den vierteljährlichen „Infobrief“, die Mitgliederzeitung, hat er bis zum Ausscheiden aus dem Vorstand redaktionell begleitet.
Zur schwierigen Gründung des Museums ein Zitat von Gernot Krankenhagen:

## Zitat
„Alle KultursenatorInnen bis dahin hatten das Museum unterstützt: Dr. Wolfgang Tarnowski, der das Projekt erstmalig auf die Gleise brachte – vor meiner Zeit –, Helga Schuchardt, die mich nach Hamburg holte, Prof. Dr. Ingo von Münch der den Gründungsbeschluss durchsetzte und schließlich Dr. Christina Weiss, die das Baugeld besorgte und das Museum eröffnete. Dagegen waren die Bürgermeister nicht alle so angetan[.] Ulrich Klose unterstützte die Anfänge, Klaus von Dohnanyi und Dr. Henning Voscherau hatten nichts, bzw. nicht viel für uns übrig, letztere hat später allerdings mit eröffnet und dann sogar 1999 einen Sitz in unserem Stiftungsrat übernommen.“

Gernot Krankenhagen ist verheiratet mit Gudrun, geb. Verbeek, hat zwei Söhne und fünf Enkel. Er wohnt in Hamburg und ist Mitglied im Kirchengemeinderat der Ev.-luth. Kirche in Winterhude-Uhlenhorst.

## Publikationen
- Bürgerschaftliches Engagement im Museum. Berlin 2008, ISBN 978-3-9811983-1-7. (PDF).
- Gernot Krankenhagen (Hrsg.): Foto Germin: Leben und Werk eines Bildjournalisten. Hamburg 1994, ISBN 978-3-926174-63-5.
- mit Ulrich Troitzsch (Hrsg.): Arbeit im Hamburger Hafen – Eine historische Untersuchung von Jürgen Rath, Ergebnisse Verlag, Hamburg 1988, ISBN 3-925622-41-1
- zus. mit Horst Laube: Werkstoffprüfung, Von Explosionen, Brüchen und Prüfungen. rororo, 980, 1983, ISBN 3-499-17710-2.
- (Hrsg. zus. mit Klaus Schüle): Audiovisuelle Medien im Fremdsprachenunterricht. Stuttgart 1974.
- Hrsg.: Kleines AV-Lexikon: Begriffe, Institutionen, Ernst Klett Verlag, Stuttgart 1976, ISBN 978-3-12-920350-7
- 12 1/2 Jahre planen – Die Eröffnung entschädigt für alles in Zeitschrift mitarbeit '20 Jahre Museum der Arbeit' Herausgeber: Freunde des Museums, Hamburg Juni 2017, Nr. 23/2017, ISSN 1865-0406.